# 阿富汗地毯

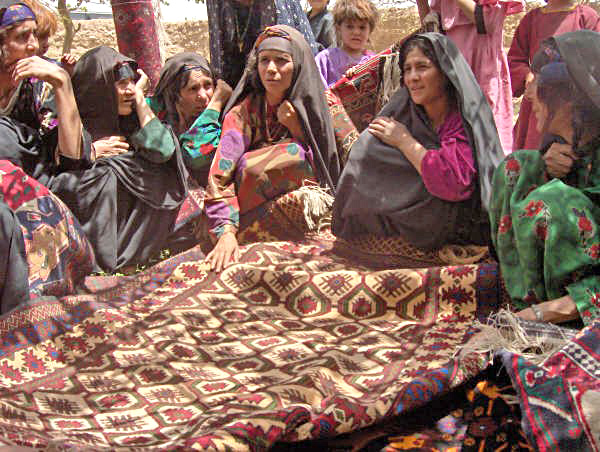
阿富汗地毯。

阿富汗地毯（Afghan rug）是阿富汗传统手工编织的一种用來覆盖地板的纺织品。许多阿富汗地毯是由居住在巴基斯坦的阿富汗难民以及阿富汗西部和北部的土庫曼人所编织。2008年、2013年和2014年，阿富汗地毯赢得了每年在德国汉堡举行的国际奖项。